# Interpol: Live in Astoria EP
Interpol: Live in Astoria EP — шестой мини-альбом американской пост-панк группы Interpol, выпущенный 27 ноября 2007 года.
Мини-альбом Live in Astoria является первым официальным концертной релизом Interpol: он был записан во время выступления группы в лондонском клубе Astoria 2 июля 2007 года. Само выступление было частью концертного тура Interpol, посвящённого выпуску её третьего студийного альбома Our Love to Admire; издателем Live in Astoria выступил тот же лейбл Capitol Records. В Live in Astoria вошли шесть из сыгранных группой треков — концертные версии песен с третьего альбома Our Love to Admire и дебютного Turn on the Bright Lights.

## Список композиций
| №  | Название                                                                 | Длительность |
| -- | ------------------------------------------------------------------------ | ------------ |
| 1. | «Pioneer to the Falls» (Our Love to Admire)                              | 7:40         |
| 2. | «Obstacle 1» (Turn on the Bright Lights)                                 | 4:09         |
| 3. | «The Heinrich Maneuver» (Our Love to Admire)                             | 3:39         |
| 4. | «Mammoth» (Our Love to Admire)                                           | 4:48         |
| 5. | «Rest My Chemistry» (Our Love to Admire)                                 | 5:11         |
| 6. | «Stella Was a Diver and She Was Always Down» (Turn on the Bright Lights) | 6:12         |

## Участники записи
Исполнители
- Пол Бэнкс — вокал, гитара;
- Дэниэл Кесслер (англ. Daniel Kessler) — гитара;
- Сэм Фогарино (англ. Sam Fogarino) — ударные;
- Карлос «Ди» Дэнглер (англ. Carlos Dengler) — бас-гитара.

Сессионный участник
- Дэвид «Фермер Дэйв» Шер (англ. David «Farmer Dave» Scher) — клавишные, бэк-вокал.